# 宏碁Ferrari 4000
宏碁 Ferrari 4000是宏碁公司推出的一款筆記型電腦，該款電腦使用了支援AMD64的AMD Turion 64 ML-37處理器，並首次在筆電上殼使用碳纖維材質。
另外，AMD是法拉利車隊的贊助商之一。

## 外部連結
- 宏碁中国上的介绍